# Nekrolog 2. Quartal 1944
Nekrolog
◄◄
| ◄
| 1940
| 1941
| 1942
| 1943
| 1944 | 1945 | 1946 | 1947 | 1948 | ► | ►►
1. Quartal |
2. Quartal |
3. Quartal |
4. Quartal 1944
Weitere Ereignisse | Allgemeiner Nekrolog 1944
Die Beschreibung der verstorbenen Person sollte so kurz wie möglich gehalten sein und nur deren signifikante Tätigkeit(en) enthalten.
Neue Namen ggf. auch unter dem Geburts- und Sterbedatum, also etwa unter 1. Januar und im Geburts- und Sterbejahr (2024) eintragen (nur bei entsprechender großer Wichtigkeit). Für Beispiele siehe die schon vorhandenen Artikel.
Außerdem über die fünf zuletzt Verstorbenen, zu denen es einen ausreichend guten Artikel für eine Präsentation auf der Hauptseite gibt, nach der todesbedingten Überarbeitung der Artikel ggf. auch unter Wikipedia Diskussion:Hauptseite informieren und sie am besten auch in den anderen Wikipedia-Sprachversionen eintragen. Tipp: Regelmäßig bei news.google.de nach „ist tot“, „gestorben“ oder „verstorben“ suchen.
Wenn eine Person gestorben ist, gibt es viele Seiten zu dieser Person in der Wikipedia, die davon auch betroffen sind und entsprechend aktualisiert werden müssen. Beispiele: Namenübersichtsseite, Geburtsjahr, Geburtsort-Seiten und viele mehr.
Wie finde ich die betroffenen Seiten?
Im Suchfeld auf der linken Seite gibt man den Suchbegriff so ein: „Vorname Nachname“. Dann klickt man auf Volltext und alle Seiten mit entsprechendem Suchtext werden aufgerufen. Hier sieht man dann schnell, wo auch das Todesjahr Sinn macht oder sogar ein Teil des Artikels angepasst werden muss. Auch hilft das „Werkzeug“ auf der linken Seite sehr gut, um solche Seiten aufzufinden: „Links auf diese Seite“. Somit ist die Wikipedia wieder aktuell in allen Bereichen! Hinweis: bei Eintragung der Kategorie „Gestorben JAHR“ wird der Missbrauchsfilter 49 ausgelöst, was jedoch nicht schlimm ist. Siehe: Spezial:Missbrauchsfilter/49
Dies ist eine Liste von im zweiten Quartal 1944 verstorbenen bekannten Persönlichkeiten. Die Einträge erfolgen innerhalb der einzelnen Daten alphabetisch sortiert. Tiere sind im Nekrolog für Tiere zu finden.

## April
| Tag       | Name                                                        | Beruf, bekannt als | Alter | Beleg |
| --------- | ----------------------------------------------------------- | --- | ----- | ----- |
| 1. April  | Leopold Binental                                            | polnischer Musikwissenschaftler und -pädagoge                                                                              | 58    |       |
| 1. April  | Sandra Droucker                                             | russische Pianistin | 68    |       |
| 1. April  | Carl Knauf                                                  | deutscher Maler |       |       |
| 1. April  | Günter La Baume                                             | deutscher U-Boot-Kommandant im Zweiten Weltkrieg                                                                           | 32    |       |
| 1. April  | Robert Lynen                                                | französischer Schauspieler und Résistance-Kämpfer                                                                          | 23    |       |
| 1. April  | Charles F. Scott                                            | US-amerikanischer Elektrotechniker                                                                                         |       |       |
| 1. April  | Peter Adalbert Silbermann                                   | deutscher Sprachwissenschaftler und Publizist                                                                              | 65    |       |
| 1. April  | Karl Zech                                                   | deutscher Politiker (NSDAP), MdR, MdL, SS-Gruppenführer                                                                    | 52    |       |
| 2. April  | John Batchelor                                              | Missionar bei den Ainu in Japan                                                                                            | 89    |       |
| 2. April  | Bernhard Jaup                                               | deutscher Verwaltungsbeamter                                                                                               | 83    |       |
| 2. April  | Martin Kießling                                             | deutscher Architekt und preußischer Baubeamter                                                                             | 64    |       |
| 2. April  | Jakob Knappich                                              | deutscher Firmengründer | 77    |       |
| 2. April  | Paul Ludwig Landsberg                                       | deutscher Philosoph | 42    |       |
| 3. April  | Elly Allesch                                                | deutsche Schriftstellerin                                                                                                  | 90    |       |
| 3. April  | Ludwik Dobija                                               | polnischer Politiker | 70    |       |
| 3. April  | Karel Douša                                                 | tschechischer Komponist, Organist und Chorleiter                                                                           | 68    |       |
| 3. April  | James Tilghman Lloyd                                        | US-amerikanischer Politiker                                                                                                | 86    |       |
| 3. April  | Willy Wirthgen                                              | deutscher hingerichteter KZ-Häftling                                                                                       | 39    |       |
| 4. April  | John Peale Bishop                                           | US-amerikanischer Dichter                                                                                                  | 51    |       |
| 4. April  | Otto Heinemann                                              | deutscher Kommunalpolitiker und Verbandsfunktionär                                                                         | 79    |       |
| 4. April  | Alma Rosé                                                   | österreichische Violinistin                                                                                                | 37    |       |
| 4. April  | Karel Weis                                                  | tschechischer Komponist und Musiker böhmischer Herkunft                                                                    | 82    |       |
| 5. April  | Juozas Aleksonis                                            | sowjetischer Partisan, Held der Sowjetunion                                                                                | 30    |       |
| 5. April  | Doris am Ende                                               | deutsche Landschaftsmalerin und Grafikerin                                                                                 | 87    |       |
| 5. April  | Maria Bard                                                  | deutsche Schauspielerin | 43    |       |
| 5. April  | Moïse Bercovici-Erco                                        | rumänischer Kupferstecher und Maler                                                                                        | 39    |       |
| 5. April  | Georg Duffing                                               | deutscher Ingenieur und Erfinder                                                                                           | 82    |       |
| 5. April  | Eusebio Giambone                                            | italienischer Widerstandskämpfer gegen den Nationalsozialismus                                                             | 40    |       |
| 5. April  | Casper Holstein                                             | New Yorker Mobster und illegaler Glücksspieler                                                                             | 67    |       |
| 5. April  | Julius Höxter                                               | jüdischer Pädagoge und Schriftsteller                                                                                      | 71    |       |
| 5. April  | Walter Leu                                                  | deutscher Kommunist und Widerstandskämpfer gegen den Nationalsozialismus                                                   | 35    |       |
| 5. April  | Hermann Meynen                                              | deutscher Journalist, NS-Opfer                                                                                             | 48    |       |
| 5. April  | Heinrich Mousson                                            | Schweizer Politiker und Anwalt                                                                                             | 78    |       |
| 5. April  | Henry Cushier Raven                                         | US-amerikanischer Zoologe und Anatom                                                                                       |       |       |
| 5. April  | Paul Richter                                                | deutscher Architekt | 85    |       |
| 5. April  | Jakob Vetsch                                                | Schweizer Bezirksammann | 57    |       |
| 6. April  | Elvira Eisenschneider                                       | deutsche Widerstandskämpferin                                                                                              | 19    |       |
| 6. April  | Warwara Adrianowna Gaigerowa                                | russische Komponistin und Pianistin                                                                                        | 40    |       |
| 6. April  | Isolde Kurz                                                 | deutsche Schriftstellerin und Übersetzerin                                                                                 | 90    |       |
| 6. April  | Erich Ohser                                                 | deutscher Zeichner | 41    |       |
| 6. April  | Rose O’Neill                                                | US-amerikanische Künstlerin                                                                                                | 69    |       |
| 6. April  | Jean Rossel                                                 | Schweizer Jurist und Bundesrichter                                                                                         | 59    |       |
| 7. April  | Charles H. Burke                                            | US-amerikanischer Politiker                                                                                                | 83    |       |
| 7. April  | Götrik Frykman                                              | schwedischer Fußballspieler                                                                                                | 52    |       |
| 7. April  | Johann Gruber                                               | österreichischer katholischer Pfarrer und NS-Opfer                                                                         | 54    |       |
| 7. April  | Carl Heller                                                 | tschechoslowakischer Politiker und NS-Opfer                                                                                | 71    |       |
| 7. April  | Sergius Majle                                               | polnischer Zwangsarbeiter und Opfer der NS-Militärjustiz                                                                   | 30    |       |
| 7. April  | Max Schrems                                                 | österreichischer Straßenbahnwächter und Widerstandskämpfer gegen den Nationalsozialismus                                   | 51    |       |
| 7. April  | Maria Sip                                                   | österreichische Apothekenhelferin und Widerstandskämpferin                                                                 | 41    |       |
| 7. April  | Adolf Wenger                                                | österreichischer Zugführer und Opfer des NS-Regimes                                                                        | 51    |       |
| 8. April  | Albert Maria Fuchs                                          | katholischer Weihbischof in Trier                                                                                          | 67    |       |
| 8. April  | Gustav Landauer                                             | deutscher Opernsänger (Bass, Bariton), Opernregisseur und Gesangspädagoge                                                  |       |       |
| 8. April  | Bruno Lüdke                                                 | vermeintlicher deutscher Serienmörder                                                                                      | 36    |       |
| 8. April  | Dominik Peterlini                                           | österreichischer Musiker und Chorleiter                                                                                    | 69    |       |
| 8. April  | August Ruf                                                  | langjähriger katholischer Stadtpfarrer in Singen (Hohentwiel) und Opfer des Nationalsozialismus                            | 74    |       |
| 8. April  | Oskar Sander                                                | Arbeitersportler und Opfer des Nationalsozialismus                                                                         | 58    |       |
| 9. April  | Edward Gleason                                              | US-amerikanischer Sportschütze                                                                                             | 74    |       |
| 9. April  | Leo von König                                               | deutscher Maler der Berliner Secession                                                                                     | 73    |       |
| 9. April  | Johannes Martin XVII.                                       | südhessischer Zeitungsverleger, Buchdrucker und Druckereibesitzer                                                          | 60    |       |
| 9. April  | Max Pollwein                                                | deutscher Politiker, erster Oberbürgermeister von Bad Kissingen                                                            | 58    |       |
| 9. April  | Eduard Pulvermann                                           | deutscher Kaufmann und Springreiter                                                                                        | 61    |       |
| 9. April  | Georg Rody                                                  | katholischer Pfarrer | 64    |       |
| 9. April  | Jewgenija Maximowna Rudnewa                                 | sowjetische Bomberpilotin                                                                                                  | 23    |       |
| 9. April  | Bolesław Wallek-Walewski                                    | polnischer Komponist, Dirigent und Musikpädagoge                                                                           | 59    |       |
| 10. April | Lili Droescher                                              | deutsche Sozialpädagogin, Leiterin des PFH                                                                                 | 73    |       |
| 10. April | Carlo Faggioni                                              | italienischer Militär, Pilot der Regia Aeronautica und Aeronautica Nazionale Repubblicana im Zweiten Weltkrieg             | 29    |       |
| 10. April | Vinzenz Hartl                                               | österreichischer römisch-katholischer Priester, Augustiner-Chorherr und Propst                                             | 71    |       |
| 10. April | Hans Mögel                                                  | deutscher Ingenieur | 43    |       |
| 10. April | Marcin Rożek                                                | polnischer Bildhauer, Maler und Hochschullehrer                                                                            | 58    |       |
| 10. April | Franz Staudigl                                              | österreichischer Maler | 59    |       |
| 11. April | Gabriel Hanotaux                                            | französischer Außenminister                                                                                                | 90    |       |
| 11. April | Franz Wilhelm Lürken                                        | deutscher Politiker, Oberbürgermeister der Bundesstadt Bonn                                                                | 58    |       |
| 11. April | Felix Rötscher                                              | deutscher Maschinenbauingenieur, Hochschullehrer und Rektor der RWTH Aachen                                                | 70    |       |
| 11. April | Alejandro Villanueva                                        | peruanischer Fußballspieler                                                                                                | 35    |       |
| 11. April | Bruno Winawer                                               | polnischer Schriftsteller                                                                                                  | 61    |       |
| 12. April | Eugen Baumgartner                                           | deutscher Politiker (Zentrum)                                                                                              | 64    |       |
| 12. April | Benjamin Crémieux                                           | französischer Schriftsteller, Résistancekämpfer und Opfer des Holocaust                                                    | 55    |       |
| 12. April | Hartwig von Eichendorff                                     | preußischer Generalleutnant                                                                                                | 84    |       |
| 12. April | Roberto Grau                                                | argentinischer Schachspieler                                                                                               | 44    |       |
| 12. April | Paul Hazard                                                 | französischer Historiker und Essayist                                                                                      | 65    |       |
| 12. April | Sándor Korányi                                              | ungarischer Mediziner | 77    |       |
| 12. April | Alois Musil                                                 | tschechischer Orientalist, römisch-katholischer Priester und Theologe                                                      | 75    |       |
| 12. April | Hermann Ostern                                              | deutscher Klassischer Philologe und Gymnasialdirektor                                                                      | 61    |       |
| 12. April | Paul Steiner                                                | deutscher Provinzialrömischer Archäologe                                                                                   | 67    |       |
| 12. April | Claria Südbrock                                             | deutsche Steyler Missionsschwester und Märtyrin                                                                            | 42    |       |
| 12. April | Adolf Wagner                                                | deutscher Politiker (NSDAP), MdR, Gauleiter, bayrischer Minister und SA-Obergruppenführer                                  | 53    |       |
| 12. April | Adrian Warburton                                            | britischer Pilot im Zweiten Weltkrieg                                                                                      | 26    |       |
| 13. April | Cécile Chaminade                                            | französische Komponistin und Pianistin                                                                                     | 86    |       |
| 13. April | Gustav Fingerling                                           | deutscher Agrikulturchemiker                                                                                               | 67    |       |
| 13. April | Bartolomeo Gosio                                            | italienischer Arzt und Mikrobiologe                                                                                        | 81    |       |
| 13. April | Albert Henze                                                | deutscher Politiker und sozialdemokratischer Senator der Hansestadt Lübeck                                                 | 70    |       |
| 13. April | Bernhard Jäggi                                              | Schweizer Politiker | 74    |       |
| 13. April | Hugo Graf von und zu Lerchenfeld auf Köfering und Schönberg | deutscher Politiker (BVP), MdR und Diplomat                                                                                | 72    |       |
| 13. April | Ambrose Pratt                                               | australischer Autor und Journalist                                                                                         | 69    |       |
| 13. April | Paul Hofmann von Wellenhof                                  | österreichischer Lehrer, Literaturwissenschaftler und Politiker (Deutscher Nationalverband), Landtagsabgeordneter          | 85    |       |
| 14. April | Mary Adela Blagg                                            | englische Astronomin | 85    |       |
| 14. April | Alexander Cazin                                             | deutscher Architekt | 86    |       |
| 14. April | Emma Müllenhoff                                             | deutsche Schriftstellerin                                                                                                  | 72    |       |
| 14. April | Hermann Steinacker                                          | deutscher Anarchist und Widerstandskämpfer                                                                                 | 73    |       |
| 14. April | Nikolai Fjodorowitsch Watutin                               | sowjetischer Armeegeneral                                                                                                  | 42    |       |
| 15. April | Werner Altrogge                                             | deutscher Pilot | 30    |       |
| 15. April | Oskar Braun                                                 | österreichischer Opernsänger (Tenor) und Theaterschauspieler                                                               | 77    |       |
| 15. April | Carlo Dani                                                  | italienischer Opernsänger (Tenor) und Radrennfahrer                                                                        | 70    |       |
| 15. April | Giovanni Gentile                                            | italienischer Philosoph, Kulturmanager und Politiker                                                                       | 68    |       |
| 15. April | Ferdinand Güterbock                                         | deutscher Historiker | 72    |       |
| 15. April | John Leighton                                               | englischer Fußballspieler                                                                                                  | 79    |       |
| 15. April | Egon von Neindorff                                          | deutscher Offizier, zuletzt Generalleutnant im Zweiten Weltkrieg                                                           | 51    |       |
| 15. April | Sidney Pugh                                                 | englischer Fußballspieler                                                                                                  | 24    |       |
| 15. April | Alois Rieber                                                | deutsch-böhmischer Bildhauer                                                                                               | 68    |       |
| 15. April | Rachel Rodler                                               | deutsche Pathologin | 66    |       |
| 16. April | Edward Charles Stuart Baker                                 | indisch-britischer Ornithologe, Oologe, Naturforscher und Polizist in Indien                                               | 79    |       |
| 16. April | Aloys Bömer                                                 | deutscher Philologe und Bibliothekar                                                                                       | 75    |       |
| 16. April | Hans Häusle                                                 | Schweizer Künstler | 54    |       |
| 16. April | Mykola Porsch                                               | ukrainischer Ökonom, Anwalt, Journalist, Publizist, Diplomat und Politiker                                                 | 64    |       |
| 16. April | Gustav Schwab                                               | Theaterschauspieler | 77    |       |
| 17. April | Eugen Burg                                                  | deutscher Schauspieler | 73    |       |
| 17. April | Franz Chvostek junior                                       | österreichischer Internist                                                                                                 | 79    |       |
| 17. April | John A. Hull                                                | US-amerikanischer Militärrichter                                                                                           | 69    |       |
| 17. April | Max Josef Metzger                                           | deutscher katholischer Priester, von den Nazis zum Tode verurteilt und hingerichtet                                        | 57    |       |
| 17. April | Georg Friedrich Munkert                                     | sozialdemokratischer Widerstandskämpfer gegen den Nationalsozialismus                                                      | 55    |       |
| 17. April | Stefanie Ranner                                             | österreichisches Opfer des Nationalsozialismus                                                                             | 20    |       |
| 17. April | J. Howard Redfield                                          | US-amerikanischer Mathematiker, Bauingenieur und Linguist                                                                  | 64    |       |
| 17. April | Voldemārs Veiss                                             | lettischer Kollaborateur und Angehöriger der Waffen-SS                                                                     | 44    |       |
| 18. April | Piers Edgcumbe, 5. Earl of Mount Edgcumbe                   | britischer Adliger und Politiker                                                                                           | 78    |       |
| 18. April | Konrad Escher                                               | Schweizer Kunsthistoriker                                                                                                  | 61    |       |
| 18. April | Paul Gmeiner                                                | kommunistischer Politiker und Widerstandskämpfer gegen den Nationalsozialismus                                             | 51    |       |
| 18. April | Hans Lachmann-Mosse                                         | deutscher Verleger des Berliner Tageblatt                                                                                  | 58    |       |
| 18. April | Friedrich Lauchert                                          | katholischer Kirchenhistoriker                                                                                             | 80    |       |
| 18. April | Antoni Palluth                                              | polnischer Ingenieur und Kryptoanalytiker                                                                                  | 43    |       |
| 18. April | Leopold Scharmitzer                                         | österreichischer Politiker (CS), Landtagsabgeordneter                                                                      | 61    |       |
| 18. April | Konstantinos Sirbas                                         | griechischer Widerstandskämpfer gegen den Nationalsozialismus                                                              |       |       |
| 19. April | Franz Binder                                                | österreichischer Polizist und Politiker (CS), Abgeordneter zum Nationalrat, Landtagsabgeordneter, Mitglied des Bundesrates | 62    |       |
| 19. April | Paul Eisenschneider                                         | deutscher kommunistischer Funktionär und Widerstandskämpfer                                                                | 42    |       |
| 19. April | Paul Kalweit                                                | deutscher evangelischer Theologe                                                                                           | 77    |       |
| 19. April | Franz Landgraf                                              | deutscher Generalleutnant im Zweiten Weltkrieg                                                                             | 55    |       |
| 19. April | Jimmie Noone                                                | US-amerikanischer Klarinettist                                                                                             | 48    |       |
| 19. April | François Porché                                             | französischer Schriftsteller, Dichter und Literaturhistoriker                                                              | 66    |       |
| 19. April | Friedrich von Praun                                         | deutscher Gutsverwaltung und Oberkirchenamtmann, Opfer des Nationalsozialismus                                             | 55    |       |
| 19. April | Felix Schuchard                                             | deutscher Maler | 78    |       |
| 19. April | Jakob Welter                                                | deutsches KPD-Mitglied, das von den Nationalsozialisten hingerichtet wurde                                                 | 36    |       |
| 20. April | Hans Angerer                                                | österreichischer Geologe und Politiker (GdV), Landtagsabgeordneter, Abgeordneter zum Nationalrat                           | 72    |       |
| 20. April | August Huggler                                              | Schweizer Gewerkschaftsfunktionär und Politiker                                                                            | 67    |       |
| 20. April | Hinrich Gerhard Kückens                                     | deutscher Politiker | 90    |       |
| 20. April | Sigmund Moosauer                                            | deutscher Arzt und erster Sanitätschef der Kriegsmarine                                                                    | 67    |       |
| 20. April | Betty Morrissey                                             | US-amerikanische Schauspielerin                                                                                            |       |       |
| 20. April | Cabbar Qaryağdıoğlu                                         | aserbaidschanischer Mughamsänger                                                                                           | 83    |       |
| 20. April | Paul Sézille                                                | französischer Antisemit | 64    |       |
| 20. April | Marie Straubel                                              | deutsche Frauenrechtlerin                                                                                                  | 78    |       |
| 20. April | Käthe Tennigkeit                                            | deutsche Sozialdemokratin und Widerstandskämpferin gegen den Nationalsozialismus                                           | 41    |       |
| 20. April | Oskar Wiener                                                | deutsch-tschechoslowakischer Autor                                                                                         | 71    |       |
| 21. April | Karl Doflein                                                | deutscher Architekt | 91    |       |
| 21. April | Christian Heine                                             | Landtagsabgeordneter Waldeck                                                                                               | 77    |       |
| 21. April | Hans-Valentin Hube                                          | deutscher Offizier, zuletzt Generaloberst im Zweiten Weltkrieg                                                             | 53    |       |
| 21. April | Leopold Sailer                                              | österreichischer Archivar                                                                                                  | 55    |       |
| 21. April | Frederick Richard Simms                                     | britischer Automobilpionier                                                                                                | 80    |       |
| 21. April | Harry Snell, 1. Baron Snell                                 | britischer Politiker | 79    |       |
| 21. April | Gus Voerg                                                   | US-amerikanischer Ruderer                                                                                                  | 73    |       |
| 22. April | Mezio Agostini                                              | italienischer Komponist und Musikpädagoge                                                                                  | 68    |       |
| 22. April | Hippolyte Aucouturier                                       | französischer Radsportler                                                                                                  | 67    |       |
| 22. April | Harry Balfe                                                 | US-amerikanischer Unternehmer, Firmenvorstand und Pferdezüchter                                                            |       |       |
| 22. April | Karl Fritsch                                                | deutscher Politiker (NSDAP), MdR, Innenminister Sachsens                                                                   | 42    |       |
| 22. April | Arthur Kickton                                              | deutscher Architekt, preußischer Baubeamter                                                                                | 82    |       |
| 22. April | Erich Müser                                                 | deutscher Landrat und Provinziallandtagsmitglied                                                                           | 61    |       |
| 22. April | William Henry O’Connell                                     | US-amerikanischer Geistlicher, Erzbischof von Boston und Kardinal                                                          | 84    |       |
| 22. April | Harold Purdy                                                | britischer Autorennfahrer                                                                                                  | 42    |       |
| 22. April | Otto Schlag                                                 | deutscher Politiker (KPD)                                                                                                  | 55    |       |
| 22. April | Edmund Schulthess                                           | Schweizer Politiker (FDP)                                                                                                  | 76    |       |
| 22. April | Susi Wallner                                                | österreichische Schriftstellerin und Heimatdichterin                                                                       | 76    |       |
| 23. April | Bonifacio Abdon                                             | philippinischer Violinist, Musikpädagoge, Komponist und Dirigent                                                           | 67    |       |
| 23. April | Chikamatsu Shūkō                                            | japanischer Schriftsteller                                                                                                 | 67    |       |
| 23. April | Marion Harris                                               | US-amerikanische Blues-, Pop und Jazzsängerin                                                                              | 48    |       |
| 23. April | Josef Hupka                                                 | österreichischer Rechtswissenschaftler                                                                                     | 69    |       |
| 23. April | Arthur P. Lamneck                                           | US-amerikanischer Politiker                                                                                                | 64    |       |
| 23. April | Jean-Berthold Mahn                                          | französischer Historiker und Zisterzienserforscher                                                                         | 32    |       |
| 23. April | Sezawa Katsutada                                            | japanischer Mathematiker und Seismologe                                                                                    | 48    |       |
| 24. April | Georg Bredig                                                | deutscher Physikochemiker                                                                                                  | 75    |       |
| 24. April | Michael Pedersen Friis                                      | dänischer Premierminister                                                                                                  | 86    |       |
| 24. April | Wilhelm Kathol                                              | deutscher Techniker und Chemiker                                                                                           | 89    |       |
| 24. April | Kilian Kirchhoff                                            | deutscher Priester, Übersetzer und Dissident                                                                               | 51    |       |
| 24. April | Dewey Scanlon                                               | US-amerikanischer American-Football-Trainer, -Manager und -Spieler                                                         | 44    |       |
| 24. April | Karl Schliephake                                            | deutscher Landrat | 80    |       |
| 24. April | Henry Beauchamp Walters                                     | britischer Klassischer Archäologe                                                                                          | 77    |       |
| 25. April | Humphrey Cobb                                               | US-amerikanischer Drehbuchautor und Romanschriftsteller                                                                    | 44    |       |
| 25. April | Coe I. Crawford                                             | US-amerikanischer Politiker                                                                                                | 86    |       |
| 25. April | Cesare Dobici                                               | italienischer Komponist und Musikpädagoge                                                                                  | 70    |       |
| 25. April | George Herriman                                             | US-amerikanischer Comiczeichner und Karikaturist                                                                           | 63    |       |
| 25. April | William Stephens                                            | US-amerikanischer Politiker                                                                                                | 84    |       |
| 25. April | Karl Wernhart                                               | österreichischer Politiker, Landtagsabgeordneter                                                                           | 65    |       |
| 25. April | Frank P. Woods                                              | US-amerikanischer Politiker                                                                                                | 75    |       |
| 26. April | Theodor Bauer                                               | deutscher Verwaltungsjurist und Staatsminister                                                                             | 85    |       |
| 26. April | Apollonia Binder                                            | österreichische Hilfsarbeiterin und Widerstandskämpferin                                                                   | 46    |       |
| 26. April | Carl Fenner von Fenneberg                                   | Landrat des Kreises Beckum (1922–1933)                                                                                     | 57    |       |
| 26. April | Jakob Fuchs                                                 | österreichischer Glasarbeiter, Widerstandskämpfer und NS-Opfer                                                             | 32    |       |
| 26. April | Gaston Giran                                                | französischer Ruderer | 52    |       |
| 26. April | Violette Morris                                             | französische Profisportlerin und Kollaborateurin                                                                           | 51    |       |
| 26. April | Leopold Stípčak                                             | österreichischer Widerstandskämpfer                                                                                        | 34    |       |
| 27. April | Kurt Münzer                                                 | deutscher Schriftsteller                                                                                                   | 65    |       |
| 27. April | René Oberthür                                               | französischer Entomologe                                                                                                   | 92    |       |
| 27. April | Dmitri Alexejewitsch Smirnow                                | russischer Opernsänger (Tenor)                                                                                             | 61    |       |
| 28. April | Alim Khan                                                   | Emir (Buchara) | 64    |       |
| 28. April | Marie Bloch                                                 | deutsche Pädagogin und Mitglied der bürgerlichen Frauenbewegung                                                            | 72    |       |
| 28. April | Joseph-Arthur Bernier                                       | kanadischer Komponist, Organist, Pianist und Musikpädagoge                                                                 | 67    |       |
| 28. April | Frank Knox                                                  | US-amerikanischer Politiker der Republikaner und Zeitungsverleger                                                          | 70    |       |
| 28. April | Matsuoka Hisashi                                            | japanischer Maler | 82    |       |
| 28. April | Harold Percival                                             | britischer Offizier, Kommandant von Malta und britischer Plebiszitkommissar                                                | 68    |       |
| 28. April | Paul Poiret                                                 | französischer Modeschöpfer                                                                                                 | 65    |       |
| 28. April | Jaja Sattler                                                | deutscher Lovari und protestantischer „Zigeunermissionar“ der Berliner Stadtmission                                        | 41    |       |
| 29. April | Billy Bitzer                                                | US-amerikanischer Kameramann                                                                                               | 72    |       |
| 29. April | Bernardino Machado                                          | portugiesischer Politiker aus der Zeit der ersten Republik                                                                 | 93    |       |
| 29. April | Alexei Silytsch Nowikow-Priboi                              | russischer Schriftsteller                                                                                                  | 67    |       |
| 29. April | Elisabeth von Oertzen                                       | deutsche Schriftstellerin                                                                                                  | 83    |       |
| 29. April | Alfred Schnerich                                            | österreichischer Musikwissenschaftler und Kunsthistoriker                                                                  | 84    |       |
| 29. April | Pjotr Solomonowitsch Stoljarski                             | sowjetischer Violinist und Musikpädagoge                                                                                   | 72    |       |
| 29. April | Ludwik Szperl                                               | polnischer Chemiker | 64    |       |
| 30. April | Sofie Christmann                                            | deutsche Politikerin (SPD), MdL                                                                                            | 60    |       |
| 30. April | Jaroslav Čihák                                              | tschechoslowakischer General und Widerstandskämpfer                                                                        | 52    |       |
| 30. April | Adolf Glinger                                               | österreichischer Possen- und Jargonautor sowie Schauspieler                                                                | 70    |       |
| 30. April | Franz Hörner                                                | deutscher Automobilrennfahrer                                                                                              | 61    |       |
| 30. April | John Leonard                                                | kanadischer Curler | 72    |       |
| 30. April | Theodor Meyer                                               | deutscher protestantischer Geistlicher und Politiker (NLP, DVP), MdR, MdL                                                  | 82    |       |
| 30. April | Gustav Nordquist                                            | deutscher Bankdirektor | 78    |       |
| 30. April | Gino Ravenna                                                | italienischer Turner und Händler                                                                                           | 54    |       |
| 30. April | Petko Rossen                                                | bulgarischer Kritiker, Autor und Politiker                                                                                 | 63    |       |
| 30. April | Andreas Rothfischer                                         | deutscher Landwirt und Mitglied der Bayerischen Kammer der Abgeordneten                                                    | 80    |       |
|           | Anna Grosser-Rilke                                          | österreichisch-deutsche Pianistin, Klavierlehrerin und Journalistin                                                        | ≈90   |       |
|           | Oliver George Hutchinson                                    | irischer Unternehmer | 52    |       |
|           | Michał Weinzieher                                           | polnischer Kunsthistoriker, Opfer des Holocaust                                                                            | 40    |       |

## Mai
| Tag     | Name                                   | Beruf, bekannt als | Alter | Beleg |
| ------- | -------------------------------------- | --- | ----- | ----- |
| 1. Mai  | Jizchak Katzenelson                    | jüdischer Lyriker und Dramatiker | 57    |       |
| 1. Mai  | Curt Schlüter                          | deutscher Naturwissenschaftler und Unternehmer                                                                                          | 62    |       |
| 1. Mai  | Jakob Winkler                          | Schweizer Pfarrer und Politiker |       |       |
| 1. Mai  | Ernst Wollong                          | deutscher Lehrer und Musikdirektor | 59    |       |
| 2. Mai  | Paul Adloff                            | deutscher Zahnmediziner und Anthropologe                                                                                                | 74    |       |
| 2. Mai  | Carl Freundel                          | deutscher Politiker (DVP), MdL | 82    |       |
| 2. Mai  | Erich Knauf                            | deutscher Journalist, Schriftsteller und Liedtexter                                                                                     | 49    |       |
| 3. Mai  | Oskar Delisle                          | deutscher Architekt | 71    |       |
| 3. Mai  | Boris Jewsejewitsch Gusman             | sowjetischer Journalist und Schriftsteller                                                                                              | 51    |       |
| 3. Mai  | August Henze                           | deutscher Sonderschullehrer | 77    |       |
| 3. Mai  | Otto Kemptner                          | österreichischer Funktionär und Augustiner-Chorherr                                                                                     | 53    |       |
| 3. Mai  | Margaret Maltby                        | US-amerikanische physikalische Chemikerin und Frauenrechtlerin                                                                          | 83    |       |
| 3. Mai  | Wela Peewa                             | bulgarische Partisanin | 22    |       |
| 4. Mai  | Karl Bröger                            | deutscher Arbeiterdichter und Politiker                                                                                                 | 58    |       |
| 4. Mai  | Eugen Oberhummer                       | deutscher Geograph | 85    |       |
| 4. Mai  | Margarete Schneider-Reichel            | Malerin und NS-Funktionärin | 53    |       |
| 4. Mai  | Heinz Otto Ziegler                     | deutschsprachiger tschechischer Soziologe                                                                                               | 41    |       |
| 5. Mai  | Bertha Benz                            | deutsche Automobilpionierin, Ehefrau von Carl Benz                                                                                      | 95    |       |
| 5. Mai  | Edwin Hurry Fenwick                    | britischer Urologe | 87    |       |
| 5. Mai  | Paul Jaccard                           | Schweizer Gymnasiallehrer, Botaniker und Pflanzenphysiologe                                                                             | 75    |       |
| 6. Mai  | Bruno Dubber                           | deutscher Widerstandskämpfer gegen den Nationalsozialismus                                                                              | 33    |       |
| 6. Mai  | Eugen Hamm                             | deutscher Kameramann | 75    |       |
| 6. Mai  | Paul Oskar Höcker                      | deutscher Zeitschriftenredakteur und Schriftsteller                                                                                     | 78    |       |
| 6. Mai  | Hans von Rudolphi                      | deutscher Philatelist | 59    |       |
| 6. Mai  | Samuel Saenger                         | deutscher Botschafter | 80    |       |
| 7. Mai  | Thomas Henry Ball                      | US-amerikanischer Politiker | 85    |       |
| 7. Mai  | Jewgenija Filippowna Derjugina         | sowjetische Sanitäterin im Zweiten Weltkrieg                                                                                            | 20    |       |
| 7. Mai  | Colomban-Marie Dreyer                  | französischer Ordensgeistlicher, römisch-katholischer Erzbischof und Diplomat des Heiligen Stuhles                                      | 78    |       |
| 7. Mai  | Charles Alfred Howell Green            | Erzbischof von Wales | 79    |       |
| 7. Mai  | Stephan von Gröning                    | preußischer Verwaltungsbeamter und Regierungspräsident                                                                                  | 82    |       |
| 7. Mai  | Kurt Losch                             | deutscher Maler und Grafiker | 54    |       |
| 8. Mai  | Alexander Beer                         | deutscher Architekt und Gemeindebaumeister in Berlin                                                                                    | 70    |       |
| 8. Mai  | Themistoklis Diakidis                  | griechischer Hochspringer | 61    |       |
| 8. Mai  | Georg Groscurth                        | deutscher Arzt und Widerstandskämpfer                                                                                                   | 39    |       |
| 8. Mai  | Karl Leuthner                          | österreichischer Politiker (SdP), Abgeordneter zum Nationalrat                                                                          | 74    |       |
| 8. Mai  | Jules Marx                             | deutscher Theater- und Varieté-Betreiber und -Direktor                                                                                  | 61    |       |
| 8. Mai  | Leopold Münster                        | deutscher Luftwaffenoffizier, Jagdflieger und Ritterkreuzträger                                                                         | 23    |       |
| 8. Mai  | Carl Murdfield                         | deutscher Porträtmaler und Interieurmaler der Düsseldorfer Schule, Leiter der Kunsthalle Düsseldorf, Organisator von Kunstausstellungen | 75    |       |
| 8. Mai  | Paul Rentsch                           | deutscher Widerstandskämpfer | 45    |       |
| 8. Mai  | Herbert Richter                        | deutscher Architekt und Widerstandskämpfer                                                                                              | 42    |       |
| 8. Mai  | Hanns Sassmann                         | österreichischer Schriftsteller, Literaturkritiker, Drehbuchautor                                                                       | 61    |       |
| 8. Mai  | Walter Sigel                           | deutscher Luftwaffenoffizier und Stuka-Kommandeur im Zweiten Weltkrieg                                                                  | 38    |       |
| 8. Mai  | Ethel Smyth                            | englische Komponistin, Dirigentin, Schriftstellerin und Frauenrechtlerin                                                                | 86    |       |
| 8. Mai  | Tadeusz Stefan Zieliński               | polnischer Kulturhistoriker und klassischer Philologe                                                                                   | 84    |       |
| 9. Mai  | Max Jähnig                             | deutscher Schauspieler und Regisseur | 58    |       |
| 9. Mai  | Wolfgang Heine                         | deutscher Jurist und Politiker (SPD), MdR                                                                                               | 83    |       |
| 9. Mai  | Friedrich Koepp                        | deutscher Archäologe und Historiker | 84    |       |
| 10. Mai | Olga Bancic                            | rumänische Kommunistin und Mitglied der französischen Résistance                                                                        | 32    |       |
| 10. Mai | Paul Betz                              | deutscher Offizier, zuletzt Generalmajor im Zweiten Weltkrieg                                                                           | 48    |       |
| 10. Mai | Adolphe De Meulemeester                | belgischer Soldat und Kolonialadministrator                                                                                             | 74    |       |
| 10. Mai | Nikolaus Freyberger                    | österreichischer Politiker (CS), MdL (Burgenland)                                                                                       | 78    |       |
| 10. Mai | Max Heuwieser                          | deutscher katholischer Geistlicher, Heimatforscher                                                                                      | 65    |       |
| 10. Mai | Franz Jirak                            | österreichischer Zahntechniker und Widerstandskämpfer gegen den Nationalsozialismus                                                     | 32    |       |
| 10. Mai | Karl Lederer                           | österreichischer Jurist und Widerstandskämpfer gegen das Dritte Reich                                                                   | 34    |       |
| 10. Mai | Moina Michael                          | US-amerikanische Erziehungswissenschaftlerin                                                                                            | 74    |       |
| 10. Mai | Roman Karl Scholz                      | österreichischer Seelsorger und Widerstandskämpfer gegen das Dritte Reich                                                               | 32    |       |
| 10. Mai | Alfred Seyffertitz                     | Münchner Student, zahnärztlicher Assistent, Kunstmaler, Hochstapler und Condottiere                                                     | 59    |       |
| 10. Mai | Rudolf Wallner                         | österreichischer Beamter und Widerstandskämpfer gegen den Nationalsozialismus                                                           | 41    |       |
| 10. Mai | Elfriede Zabel                         | deutsche Hausfrau und Opfer der NS-Kriegsjustiz                                                                                         | 58    |       |
| 11. Mai | Wilhelm Behr                           | deutscher Landrat des Kreises Meschede (1937–1939)                                                                                      | 40    |       |
| 11. Mai | Charles Cadron                         | belgischer Radrennfahrer | 55    |       |
| 11. Mai | Marat Kasej                            | sowjetisch-weißrussischer Partisankämpfer und Kindersoldat                                                                              | 14    |       |
| 11. Mai | Herbie Kay                             | US-amerikanischer Jazz-Trompeter und Bigband-Leader                                                                                     |       |       |
| 11. Mai | Leon Kozłowski                         | polnischer Militär und Politiker, Mitglied des Sejm                                                                                     | 51    |       |
| 11. Mai | Joseph A. McDonough                    | US-amerikanischer Regieassistent und Filmregisseur                                                                                      | 47    |       |
| 11. Mai | Walter Oesau                           | deutscher Luftwaffenoffizier und Jagdflieger                                                                                            | 30    |       |
| 11. Mai | Florine Stettheimer                    | US-amerikanische Malerin, Designerin und Dichterin                                                                                      | 72    |       |
| 11. Mai | Max Uhle                               | deutscher Archäologe | 88    |       |
| 12. Mai | Jacques Bingen                         | französisches Résistancemitglied | 36    |       |
| 12. Mai | Frederick Schiller Faust               | US-amerikanischer Schriftsteller und Drehbuchautor                                                                                      | 51    |       |
| 12. Mai | Oskar Kusch                            | deutscher Marineoffizier, U-Boot-Kommandant im Zweiten Weltkrieg und NS-Opfer                                                           | 26    |       |
| 12. Mai | Harold Lowe                            | britischer Offizier der RMS Titanic | 61    |       |
| 12. Mai | Arthur Quiller-Couch                   | britischer Schriftsteller und Kritiker                                                                                                  | 80    |       |
| 12. Mai | Léon Reinach                           | französischer Musiker, Komponist und Kunstsammler, Holocaustopfer                                                                       | 50    |       |
| 12. Mai | Jakob Anton Ziegler                    | deutscher katholischer Pfarrer und Märtyrerpriester des Bistums Trier                                                                   | 50    |       |
| 13. Mai | William Dickey                         | US-amerikanischer Wasserspringer | 69    |       |
| 13. Mai | William Edward Hodgson Berwick         | britischer Mathematiker | 56    |       |
| 14. Mai | Alexander Demetrius Goltz              | österreichischer Maler | 87    |       |
| 14. Mai | Edel Mary Quinn                        | irische Legionärin | 36    |       |
| 14. Mai | Swilen Russew                          | bulgarischer Aktivist und Partisan | 29    |       |
| 14. Mai | Kurt Siemers                           | deutscher Kaufmann, Reeder und Bankier                                                                                                  | 70    |       |
| 14. Mai | Eugen Steinach                         | österreichischer Physiologe und Pionier der Sexualforschung                                                                             | 83    |       |
| 14. Mai | Werner Steuber                         | deutscher Sanitätsoffizier und Tropenmediziner                                                                                          | 81    |       |
| 14. Mai | Josef Sturm                            | österreichischer Geistlicher und Politiker (CSP), Mitglied des Bundesrates                                                              | 58    |       |
| 14. Mai | Maximilian Weber                       | deutscher Mineraloge und Geologe | 77    |       |
| 14. Mai | Emil Zacharias                         | deutscher Chemiker | 77    |       |
| 15. Mai | Heinrich Bayer                         | deutscher Widerstandskämpfer gegen den Nationalsozialismus                                                                              | 34    |       |
| 15. Mai | Paul Hatschek                          | tschechisch-deutscher promovierter Ingenieur für Optik und Filmtechnik und Erfinder, Widerstandskämpfer                                 | 56    |       |
| 15. Mai | August Hausrath                        | deutscher Klassischer Philologe und Gymnasialdirektor                                                                                   | 78    |       |
| 15. Mai | Wolfgang Klein                         | deutscher Schauspieler bei Bühne und Film                                                                                               | 35    |       |
| 15. Mai | Julius Magnus                          | deutscher Rechtsanwalt | 76    |       |
| 15. Mai | Eberhard Rimann                        | deutscher Geologe | 61    |       |
| 15. Mai | Oliver Seibert                         | kanadischer Eishockeyspieler | 63    |       |
| 15. Mai | Sergius I.                             | Patriarch von Moskau (1943–1944) | 77    |       |
| 16. Mai | George Ade                             | US-amerikanischer Schriftsteller | 78    |       |
| 16. Mai | Manfred Faber                          | deutscher jüdischer Architekt | 64    |       |
| 16. Mai | Julius Meinl II.                       | österreichischer Unternehmer | 75    |       |
| 16. Mai | Johann Georg Reitz                     | katholischer Theologe, Historiker und rheinländischer Heimatforscher                                                                    | 69    |       |
| 16. Mai | Leone Sinigaglia                       | italienischer Komponist, Alpinist und Opfer des Holocaust                                                                               | 75    |       |
| 17. Mai | Felix Basch                            | österreichisch-deutscher Schauspieler und Regisseur                                                                                     | 58    |       |
| 17. Mai | Aleksandyr Dimitrow                    | bulgarischer Politiker | 34    |       |
| 17. Mai | Félix Éboué                            | französischer Kolonialpolitiker | 58    |       |
| 17. Mai | Milena Jesenská                        | tschechische Schriftstellerin und Widerständlerin                                                                                       | 47    |       |
| 17. Mai | Georg Lora                             | österreichischer Bürgerschullehrer und Politiker, Landtagsabgeordneter                                                                  | 64    |       |
| 17. Mai | Vicente Módena                         | uruguayischer Fußballspieler |       |       |
| 17. Mai | John Morgan                            | britischer Rechtsanwalt, Richter und Politiker, Mitglied des House of Commons                                                           | 83    |       |
| 18. Mai | Walter Ewing Crum                      | britischer Koptologe und Ägyptologe | 78    |       |
| 18. Mai | Friedrich Julius Freund                | Rechtsanwalt, Opfer des Holocaust aufgrund seiner jüdischen Religionszugehörigkeit                                                      | 46    |       |
| 18. Mai | Hugo Ganse                             | deutscher Verwaltungsjurist und Ministerialbeamter                                                                                      | 82    |       |
| 18. Mai | Fritz Stuckenberg                      | deutscher expressionistischer Maler | 62    |       |
| 19. Mai | Arseni Michailowitsch Awraamow         | russischer Komponist und Musiktheoretiker der Avantgarde                                                                                | 58    |       |
| 19. Mai | Walter Corsep                          | deutscher Berufsoffizier und Kunstmaler                                                                                                 | 81    |       |
| 19. Mai | Albert Delannoy                        | französischer Leichtathlet | 63    |       |
| 19. Mai | Karl Dewanger                          | österreichischer Politiker (CSP, ÖVP), Mitglied des Bundesrates                                                                         | 46    |       |
| 19. Mai | Karl Gerold Goetz                      | Schweizer evangelischer Geistlicher und Hochschullehrer                                                                                 | 78    |       |
| 19. Mai | Carl Ernst Poeschel                    | deutscher Buchdrucker, Typograf und Verleger                                                                                            | 69    |       |
| 19. Mai | Albert Ungeheuer                       | luxemburgischer Widerständler im Zweiten Weltkrieg                                                                                      | 29    |       |
| 19. Mai | Hans Völter                            | deutscher Politiker (SPD), MdR | 53    |       |
| 20. Mai | Jens Jacob Aarsbo                      | dänischer Bibliothekar und Musikschriftsteller                                                                                          | 66    |       |
| 20. Mai | Robert Bohlmann                        | deutscher Apotheker und Waffensammler                                                                                                   | 89    |       |
| 20. Mai | Lacey D. Caskey                        | amerikanischer Klassischer Archäologe                                                                                                   | 63    |       |
| 20. Mai | Franz Jelinek                          | österreichisch Fußballspieler | 21    |       |
| 20. Mai | Hermann Loew                           | deutscher Verwaltungsjurist und Landrat                                                                                                 | 61    |       |
| 20. Mai | Hans Leo Przibram                      | österreichischer Zoologe | 69    |       |
| 20. Mai | Vincent Rose                           | US-amerikanischer Komponist und Bigband-Leader                                                                                          | 63    |       |
| 21. Mai | Surab Awalischwili                     | georgischer Historiker und Politiker |       |       |
| 21. Mai | René Daumal                            | französischer Schriftsteller | 36    |       |
| 21. Mai | Johannes Hintz                         | deutscher Offizier, zuletzt Generalleutnant im Zweiten Weltkrieg                                                                        | 45    |       |
| 21. Mai | Emanuel Larisch                        | deutscher Politiker (KPD), Widerstandskämpfer                                                                                           | 38    |       |
| 21. Mai | Frederick Roth                         | US-amerikanischer Bildhauer | 72    |       |
| 21. Mai | Zenbē Kawakami                         | japanischer Önologe | 76    |       |
| 21. Mai | Karl Ziegler                           | deutscher Opernsänger (Tenor) | 57    |       |
| 22. Mai | Aline Sitoé Diatta                     | senegalische Prophetin und Widerstandskämpferin                                                                                         | 24    |       |
| 22. Mai | Aline Sitoé Diatta                     | senegalesische Widerstandskämpferin |       |       |
| 22. Mai | Richard Friedmann                      | österreichischer Mitarbeiter der Jüdischen Kultusgemeinden in Wien und Prag                                                             | 37    |       |
| 22. Mai | Rudolf Hesse                           | deutscher Maler und Grafiker | 72    |       |
| 22. Mai | William Ellery Leonard                 | amerikanischer Dichter | 68    |       |
| 22. Mai | Aaron Schejnmann                       | sowjetischer Politiker, Präsident der Zentralbank der Sowjetunion (1921–1924)                                                           | 58    |       |
| 22. Mai | Edwin Tietjens                         | deutscher Psychologe, Schriftsteller und Widerstandskämpfer gegen den Nationalsozialismus                                               | 50    |       |
| 22. Mai | Adolf Tortilowicz von Batocki-Friebe   | deutscher Verwaltungsjurist und Politiker, Oberpräsident in Ostpreußen                                                                  | 75    |       |
| 23. Mai | Grete Berger                           | österreichische Schauspielerin | 61    |       |
| 23. Mai | Thomas Curtis                          | US-amerikanischer Hürdenläufer und Olympiasieger                                                                                        | 73    |       |
| 23. Mai | Jacob Feldhammer                       | österreichischer Schauspieler | 62    |       |
| 23. Mai | Auguste Freund                         | Bozner Händlerin und Opfer des Holocaust                                                                                                | 62    |       |
| 23. Mai | Albert Lauscher                        | deutscher Geistlicher, Theologe, Hochschullehrer und Politiker (Zentrum), MdR, MdL                                                      | 72    |       |
| 24. Mai | Julius Bueb                            | deutscher Industrieller | 79    |       |
| 24. Mai | Inigo Campioni                         | italienischer Admiral und Senator | 65    |       |
| 24. Mai | Ernestine Diwisch                      | österreichische Tabelliererin und Widerstandskämpferin gegen den Nationalsozialismus                                                    | 23    |       |
| 24. Mai | Stephanie Hollenstein                  | österreichische Malerin | 57    |       |
| 24. Mai | Ijūin Matsuji                          | Offizier der japanischen Marine während des Zweiten Weltkriegs                                                                          | 51    |       |
| 24. Mai | Karl Machus                            | deutscher Filmarchitekt | 59    |       |
| 24. Mai | Alfred Montmarquette                   | kanadischer Folkmusikkomponist und Akkordeonist                                                                                         | 73    |       |
| 24. Mai | Friedrich Muzyka                       | österreichischer Buchdruckergehilfe und Widerstandskämpfer gegen den Nationalsozialismus                                                | 22    |       |
| 24. Mai | Mario Segre                            | italienischer Epigraphiker | 39    |       |
| 24. Mai | Johann Sokopp                          | österreichischer Hilfsarbeiter, Soldat, Zollbeamter und Widerstandskämpfer gegen den Nationalsozialismus                                | 31    |       |
| 24. Mai | Anna Wala                              | österreichisches Mannequin, später Beamtin und Widerstandskämpferin gegen den Nationalsozialismus                                       | 53    |       |
| 25. Mai | Konrad Ferdinand Edmund von Freyhold   | deutscher Maler und Bilderbuchillustrator                                                                                               | 65    |       |
| 25. Mai | Niko Lortkipanidse                     | georgischer Schriftsteller | 63    |       |
| 25. Mai | Kosta Pećanac                          | Führer der Tschetnik-Bewegung in den Balkankriegen sowie im Ersten und Zweiten Weltkrieg                                                |       |       |
| 25. Mai | Matthias Schlösser                     | deutscher Politiker (SPD) | 78    |       |
| 25. Mai | Clark Daniel Stearns                   | US-amerikanischer Marineoffizier | 74    |       |
| 25. Mai | Karl Wody                              | österreichischer Politiker (CSP), Landtagsabgeordneter                                                                                  | 63    |       |
| 26. Mai | Josef Adamecki                         | deutsch-polnischer römisch-katholischer Geistlicher und Märtyrer                                                                        | 31    |       |
| 26. Mai | Walter Brugmann                        | deutscher Architekt und Stadtbaurat in Nürnberg                                                                                         | 57    |       |
| 26. Mai | Alexander Eckener                      | deutscher Maler und Grafiker | 73    |       |
| 26. Mai | Otto Hauser                            | österreichischer Schriftsteller und Übersetzer                                                                                          | 67    |       |
| 26. Mai | Carl Heinrici                          | deutscher Jurist, Verwaltungsbeamter und Politiker                                                                                      | 68    |       |
| 26. Mai | Edmund Horton                          | US-amerikanischer Bobsportler | 49    |       |
| 26. Mai | Arnold Wienholt Hodson                 | britischer Kolonialadministrator | 63    |       |
| 26. Mai | Heinrich Knirr                         | deutscher Maler | 81    |       |
| 26. Mai | Edmund Molnar                          | österreichischer Schlosser, Gefreiter der Wehrmacht und Opfer der NS-Militärjustiz                                                      | 21    |       |
| 26. Mai | John Roxborough Norman                 | britischer Ichthyologe | 45    |       |
| 26. Mai | Oskar von Petri                        | deutscher Bauingenieur und Manager | 84    |       |
| 26. Mai | Nikolai Alexandrowitsch Prileschajew   | russischer Chemiker (Organische Chemie)                                                                                                 | 66    |       |
| 26. Mai | Paul Schultheiss                       | deutscher Generalleutnant der Luftwaffe im Zweiten Weltkrieg                                                                            | 50    |       |
| 26. Mai | Kurt Wabbel                            | deutscher Gewerkschaftsfunktionär und Stadtverordneter der KPD                                                                          | 43    |       |
| 26. Mai | Darrell Ware                           | US-amerikanischer Drehbuchautor | 37    |       |
| 26. Mai | Christian Wirth                        | deutscher Polizeibeamter und SS-Sturmbannführer                                                                                         | 58    |       |
| 27. Mai | Ernst Bode                             | deutscher Architekt, Baubeamter und Hochschullehrer                                                                                     | 66    |       |
| 27. Mai | Bruno Schulz                           | deutscher Meereskundler | 56    |       |
| 27. Mai | Peter Sonnenburg                       | deutscher Klassischer Philologe | 84    |       |
| 27. Mai | Elsa Wertheim                          | österreichische Theaterschauspielerin                                                                                                   | 70    |       |
| 27. Mai | Ernst Wille                            | deutscher Politiker (SPD) und Widerstandskämpfer                                                                                        | 50    |       |
| 28. Mai | Karl Breidenbach                       | hessischer Politiker und Landtagsabgeordneter Großherzogtum Hessen                                                                      | 72    |       |
| 28. Mai | Neville Francis Fitzgerald Chamberlain | Offizier der British Army und später Generalinspektor der Royal Irish Constabulary                                                      | 88    |       |
| 28. Mai | Josefine Dora                          | österreichische Schauspielerin und Operettensängerin (Sopran)                                                                           | 76    |       |
| 28. Mai | Maria Heßberger                        | deutsche Politikerin (Zentrum), MdL | 73    |       |
| 28. Mai | Maria Josepha von Sachsen              | Prinzessin von Sachsen, Erzherzogin, Mutter von Kaiser Karl I. von Österreich                                                           | 76    |       |
| 28. Mai | Katri Vala                             | finnische Dichterin | 42    |       |
| 29. Mai | Felix Holldack                         | Rechtswissenschaftler und Hochschullehrer                                                                                               | 63    |       |
| 29. Mai | Armin Müller                           | Schweizer Berufsoffizier | 89    |       |
| 30. Mai | Eugenio Colorni                        | italienischer Politiker | 35    |       |
| 30. Mai | Bruno Granichstaedten                  | österreichischer Komponist | 64    |       |
| 30. Mai | Werner Holländer                       | ungarischer Ingenieur, Opfer des NS-Regimes                                                                                             | 29    |       |
| 30. Mai | Ludwig Katzenellenbogen                | Brauereidirektor | 67    |       |
| 30. Mai | Marinus Adrianus Koekkoek der Jüngere  | niederländischer Tiermaler und Zeichner                                                                                                 | 71    |       |
| 30. Mai | Mesrob Naroyan                         | armenisch-apostolischer Patriarch von Konstantinopel                                                                                    |       |       |
| 30. Mai | Frédéric Pelletier                     | kanadischer Musikkritiker, Chordirigent und Komponist                                                                                   | 74    |       |
| 30. Mai | Jessie Ralph                           | US-amerikanische Schauspielerin | 79    |       |
| 31. Mai | Lucy Campbell                          | US-amerikanisch-österreichische Cellistin und Kammermusikerin                                                                           | 71    |       |
| 31. Mai | Amelia Chellini                        | italienische Schauspielerin | 63    |       |
| 31. Mai | Alberto Doria                          | italienischer Drehbuchautor und Filmregisseur                                                                                           | 42    |       |
| 31. Mai | Karl Forest                            | österreichischer Schauspieler | 69    |       |
| 31. Mai | Lothar Groß                            | österreichischer Historiker und Archivar                                                                                                | 56    |       |
| 31. Mai | Max Ditmar Henkel                      | deutsch-niederländischer Kunsthistoriker                                                                                                | 65    |       |
| 31. Mai | Carl Krack                             | deutscher Architekt | 74    |       |
| 31. Mai | Edmund Joseph Müller                   | deutscher Musikpädagoge | 70    |       |
| 31. Mai | Edmond Vanwaes                         | belgischer Ruderer | 52    |       |
|         | Max Hayek                              | deutscher Schriftsteller, Journalist und Übersetzer                                                                                     | 61    |       |
|         | Robert Reich                           | österreichischer Filmschaffender | 61    |       |

## Juni
| Tag      | Name                                            | Beruf, bekannt als                                                                                                 | Alter | Beleg |
| -------- | ----------------------------------------------- | --- | ----- | ----- |
| 1. Juni  | Frank P. Bohn                                   | US-amerikanischer Politiker                                                                                        | 77    |       |
| 1. Juni  | Ernst Ritter von Marx                           | preußischer Beamter                                                                                                | 75    |       |
| 1. Juni  | Ernst Müller-Meiningen                          | deutscher Politiker (DDP, FVP, FVp), MdR                                                                           | 77    |       |
| 1. Juni  | Jordanka Nikolowa                               | bulgarische Politikerin und Aktivistin                                                                             | 33    |       |
| 1. Juni  | Joseph Wertheim                                 | deutscher Widerstandskämpfer                                                                                       | 21    |       |
| 2. Juni  | Fritz Beindorff                                 | deutscher Unternehmer, rumänischer Konsul                                                                          | 84    |       |
| 2. Juni  | Julius Graumann                                 | deutscher Maler und Grafiker                                                                                       | 66    |       |
| 2. Juni  | Hildegard Jacoby                                | deutsche Widerstandskämpferin gegen den Nationalsozialismus                                                        | 40    |       |
| 2. Juni  | Arnold Korff                                    | österreichischer Schauspieler                                                                                      | 73    |       |
| 2. Juni  | Fotij Krassyzkyj                                | ukrainischer Kunstmaler                                                                                            | 70    |       |
| 2. Juni  | Achille Laugé                                   | französischer Maler des Pointillismus                                                                              | 82    |       |
| 2. Juni  | Zikmund Schul                                   | deutscher Komponist                                                                                                | 28    |       |
| 2. Juni  | Carl Stephan                                    | deutscher Politiker (SPD), MdL                                                                                     | 80    |       |
| 3. Juni  | Johann Großfeld                                 | deutscher Lebensmittelchemiker                                                                                     | 55    |       |
| 3. Juni  | Karl von Hirsch                                 | deutscher Brauereidirektor und Opfer des Holocaust                                                                 | 72    |       |
| 3. Juni  | Arnold Oskar Meyer                              | deutscher Historiker                                                                                               | 66    |       |
| 3. Juni  | Thomas Blackwood Murray                         | schottischer Curler                                                                                                | 66    |       |
| 3. Juni  | Arthur Prüfer                                   | deutscher Musikwissenschaftler und -schriftsteller                                                                 | 75    |       |
| 3. Juni  | Werner Richter                                  | deutscher Offizier, zuletzt Generalleutnant im Zweiten Weltkrieg                                                   | 50    |       |
| 4. Juni  | Harry Blaus                                     | russischer Sportschütze                                                                                            | 59    |       |
| 4. Juni  | Hans Horst Kreisel                              | deutscher Redakteur, Schriftleiter und Verlagsdirektor                                                             | 52    |       |
| 4. Juni  | Wilhelm Schmitz                                 | deutscher Architekt, Dombaumeister in Trier und Metz                                                               | 80    |       |
| 4. Juni  | Wladimir Tritschkow                             | bulgarischer Partisan                                                                                              | 45    |       |
| 5. Juni  | Józef Beck                                      | polnischer Politiker                                                                                               | 49    |       |
| 5. Juni  | Bronisław Czech                                 | polnischer Skisportler                                                                                             | 35    |       |
| 5. Juni  | Jacob Dahl                                      | färöischer Propst und Bibelübersetzer                                                                              | 66    |       |
| 5. Juni  | Karl Delobelle                                  | deutscher Nationalsozialist                                                                                        | 40    |       |
| 5. Juni  | Gerhard Glokke                                  | deutscher General der Infanterie                                                                                   | 59    |       |
| 5. Juni  | Josef Hufnagel                                  | deutscher Landwirt, Opfer der NS-Justiz                                                                            | 40    |       |
| 5. Juni  | Herbert Jensch                                  | deutscher Schlosser, Matrose, Revolutionär, Politiker und Opfer des Nationalsozialismus                            | 43    |       |
| 5. Juni  | Eduard Lederer                                  | tschechischer Rechtsanwalt, Schriftsteller, Politiker und Opfer des Holocaust                                      | 84    |       |
| 5. Juni  | Ker-Xavier Roussel                              | französischer Maler                                                                                                | 76    |       |
| 5. Juni  | Dezső Wein                                      | ungarischer Turner                                                                                                 | 71    |       |
| 5. Juni  | Riccardo Zandonai                               | italienischer Komponist und Dirigent                                                                               | 61    |       |
| 6. Juni  | Constant Jozeph Alban                           | niederländischer Porträt-, Stillleben- und Landschaftsmaler sowie Radierer und Möbeldesigner                       | 71    |       |
| 6. Juni  | András Baronyi                                  | ungarischer Schwimmer                                                                                              | 51    |       |
| 6. Juni  | Den Brotheridge                                 | britischer Lieutenant im Zweiten Weltkrieg                                                                         |       |       |
| 6. Juni  | Paul Cornu                                      | französischer Ingenieur und Hubschrauberkonstrukteur                                                               | 62    |       |
| 6. Juni  | Wilhelm Falley                                  | deutscher Generalleutnant im Zweiten Weltkrieg                                                                     | 46    |       |
| 6. Juni  | Karl Immanuel Immer                             | deutscher reformierter Theologe                                                                                    | 56    |       |
| 6. Juni  | Wilhelm Jost                                    | deutscher Architekt und Baubeamter                                                                                 | 69    |       |
| 6. Juni  | Betty Katz                                      | Direktorin des Jüdischen Blindenheims, Opfer des Holocaust                                                         | 71    |       |
| 6. Juni  | Franz Keller                                    | deutscher Theologe                                                                                                 | 70    |       |
| 6. Juni  | Axel Werner Kühl                                | deutscher evangelisch-lutherischer Theologe                                                                        | 51    |       |
| 6. Juni  | Heinrich Langwost                               | deutscher Politiker (DHP), MdR, MdL                                                                                | 70    |       |
| 6. Juni  | John J. Pinder junior                           | US-amerikanischer Militär, Soldat im Zweiten Weltkrieg                                                             | 32    |       |
| 6. Juni  | Carl Ludwig Schleich                            | deutscher Politiker (NSDAP), MdR und SA-Führer                                                                     | 45    |       |
| 6. Juni  | Geza L. Weisz                                   | deutscher Kabarettist und Schauspieler                                                                             | 40    |       |
| 06. Juni | Jesse Wallingford                               | britischer Sportschütze                                                                                            | 72    |       |
| 7. Juni  | Jakob Burger                                    | deutscher Sozialdemokrat                                                                                           | 47    |       |
| 7. Juni  | Enrique Díez-Canedo                             | spanischer Schriftsteller                                                                                          |       |       |
| 7. Juni  | Leo Gabler                                      | österreichischer Widerstandskämpfer, Politiker (KPÖ) und NS-Opfer                                                  | 36    |       |
| 7. Juni  | Adolf Gloor                                     | Schweizer Politiker und Gewerkschafter                                                                             | 60    |       |
| 7. Juni  | Leonard Langheinrich                            | deutscher Journalist, Rundfunkmoderator, Literaturkritiker und Schriftsteller                                      | 54    |       |
| 7. Juni  | Johann Mithlinger                               | österreichischer Widerstandskämpfer                                                                                | 45    |       |
| 7. Juni  | Kurt Schäfer                                    | deutscher Fußballspieler                                                                                           | 28    |       |
| 8. Juni  | Mitsunobu Tōyō                                  | Admiral der Kaiserlichen Japanischen Marine und Flottenattachè in Italien                                          | 46    |       |
| 8. Juni  | Friedrich Jakob Schott                          | deutscher Politiker, Landtagsabgeordneter Großherzogtum und Volksstaat Hessen                                      | 73    |       |
| 9. Juni  | William Henry Fleming                           | US-amerikanischer Politiker                                                                                        | 87    |       |
| 9. Juni  | Gerald Halpin                                   | australischer Bahnradsportler                                                                                      | 44    |       |
| 9. Juni  | Heini Handschumacher                            | deutscher Schauspieler und Komiker                                                                                 | 37    |       |
| 9. Juni  | Heinz-Hugo John                                 | deutscher Politiker (NSDAP), MdR                                                                                   | 40    |       |
| 9. Juni  | Johanna Kirchner                                | deutsche Widerstandskämpferin                                                                                      | 55    |       |
| 9. Juni  | Hugo Michel                                     | deutscher Briefmarkensammler und -händler sowie Herausgeber des MICHEL-Briefmarken-Katalogs                        | 78    |       |
| 9. Juni  | Gino Parin                                      | österreichischer Maler und Zeichner                                                                                | 67    |       |
| 9. Juni  | Lewis H. Sweetser                               | US-amerikanischer Politiker                                                                                        | 76    |       |
| 9. Juni  | Emmy Zehden                                     | deutsche Widerstandskämpferin gegen den Nationalsozialismus                                                        | 44    |       |
| 10. Juni | Frans Duwaer                                    | niederländischer Widerstandskämpfer gegen den Nationalsozialismus                                                  | 33    |       |
| 10. Juni | Paul Guermonprez                                | niederländischer Fotograf                                                                                          | 35    |       |
| 10. Juni | Johannes Hähle                                  | deutscher Militärfotograf im Zweiten Weltkrieg                                                                     | 38    |       |
| 10. Juni | Sylvio Lazzari                                  | französischer Komponist mit österreichischen Wurzeln                                                               | 86    |       |
| 10. Juni | Eduardo Augusto Marques                         | portugiesischer Soldat, Kolonialverwalter und Politiker                                                            | 76    |       |
| 10. Juni | Oleh Olschytsch                                 | ukrainischer Schriftsteller, Dichter und Prähistoriker                                                             | 36    |       |
| 10. Juni | Johann Karl Rösler                              | rumänischer Autor, Übersetzer und Lehrer                                                                           | 83    |       |
| 10. Juni | Frank Ryan                                      | irischer Revolutionär                                                                                              | 41    |       |
| 10. Juni | Gerrit van der Veen                             | niederländischer Bildhauer und Widerstandskämpfer                                                                  | 41    |       |
| 10. Juni | Christa Winsloe                                 | deutsch-ungarische Schriftstellerin, Drehbuchautorin und Dramatikerin                                              | 55    |       |
| 11. Juni | Gertrud Grunow                                  | deutsche Opernsängerin und Pianistin                                                                               | 73    |       |
| 11. Juni | Georg Hebbinghaus                               | deutscher Marineoffizier                                                                                           | 77    |       |
| 11. Juni | Karl Neunzig                                    | deutscher Tiermaler, Herausgeber der Fachzeitschrift Gefiederte Welt (1900–1938)                                   | 79    |       |
| 11. Juni | Vojtěch Preissig                                | tschechischer Grafiker, Maler und Illustrator, Widerstandskämpfer                                                  | 70    |       |
| 11. Juni | Heinrich Retschury                              | österreichischer Fußballspieler und Fußballtrainer                                                                 | 57    |       |
| 12. Juni | Carl Bruck                                      | deutscher Arzt und Dermatologe                                                                                     | 65    |       |
| 12. Juni | Erich Marcks                                    | deutscher General der Artillerie im Zweiten Weltkrieg                                                              | 53    |       |
| 12. Juni | Joseph W. Simpson                               | US-amerikanischer Geschäftsmann und Politiker                                                                      | 73    |       |
| 13. Juni | Gereon Ausserlechner                            | österreichischer Geistlicher und Widerstandskämpfer                                                                | 39    |       |
| 13. Juni | Ernst Baeker                                    | deutscher Komponist                                                                                                | 77    |       |
| 13. Juni | Elizabeth de la Poer Beresford, Baroness Decies | US-amerikanische Schriftstellerin und High Society-Lady                                                            | 76    |       |
| 13. Juni | Henri Ghéon                                     | französischer Schriftsteller                                                                                       | 69    |       |
| 13. Juni | Hermann Hoffmann                                | deutscher Psychiater und Hochschullehrer; Rektor in Tübingen                                                       | 53    |       |
| 13. Juni | Donald A. Kuske                                 | US-amerikanischer Jagdflieger im Zweiten Weltkrieg, tödlich verunglückt in Deutschland                             | 21    |       |
| 13. Juni | René Leynaud                                    | französischer Journalist und Dichter                                                                               | 33    |       |
| 13. Juni | Claudius von Schwerin                           | deutscher Rechtshistoriker                                                                                         | 63    |       |
| 13. Juni | Ulrich von Württemberg                          | Herzog von Württemberg, Generalmajor                                                                               | 67    |       |
| 14. Juni | Georges Barrère                                 | französischer Flötist                                                                                              | 67    |       |
| 14. Juni | Kurt Dämmig                                     | deutscher Bildhauer                                                                                                | 59    |       |
| 14. Juni | Heinz Gordon                                    | deutscher Schauspieler, Regisseur, Dramaturg und Drehbuchautor                                                     | 72    |       |
| 14. Juni | Ernst Hegenbarth                                | österreichischer Bildhauer                                                                                         | 77    |       |
| 14. Juni | Lubor Niederle                                  | tschechischer Archäologe, Anthropologe, Ethnograph und Historiker                                                  | 78    |       |
| 14. Juni | Albert Preu                                     | deutscher Verwaltungsjurist und Kommunalpolitiker                                                                  | 76    |       |
| 14. Juni | Fritz Witt                                      | deutscher SS-Brigadeführer im Zweiten Weltkrieg                                                                    | 36    |       |
| 15. Juni | Otto Dickel                                     | deutscher Studienrat und Politiker (NSDAP)                                                                         | 64    |       |
| 15. Juni | Werner Henke                                    | deutscher Marineoffizier und U-Bootkommandant im Zweiten Weltkrieg                                                 | 35    |       |
| 15. Juni | Oscar Neher                                     | Schweizer Industrieller                                                                                            | 81    |       |
| 15. Juni | Konstantin Pawlowitsch Pjadyschew               | sowjetischer General                                                                                               |       |       |
| 15. Juni | Peter Scheuer                                   | saarländischer Politiker                                                                                           | 62    |       |
| 15. Juni | Curt Schmalenbach                               | deutscher Arzt der nationalsozialistischen „Euthanasie“-Aktion T4                                                  | 34    |       |
| 15. Juni | Poldi Steinbach                                 | österreichischer Boxer                                                                                             | 40    |       |
| 16. Juni | Marc Bloch                                      | französischer Historiker                                                                                           | 57    |       |
| 16. Juni | Heinrich Böhmcker                               | deutscher Politiker (NSDAP)                                                                                        | 47    |       |
| 16. Juni | James Avon Clyde, Lord Clyde                    | britischer Politiker und Jurist                                                                                    | 80    |       |
| 16. Juni | David Davies, 1. Baron Davies                   | britischer Politiker                                                                                               | 64    |       |
| 16. Juni | Luis Llorens Torres                             | puerto-ricanischer Autor und Politiker                                                                             | 68    |       |
| 16. Juni | George Stinney                                  | US-amerikanisches Opfer eines Justizirrtums                                                                        | 14    |       |
| 17. Juni | Theophile von Bodisco                           | deutschbaltische Schriftstellerin und Journalistin                                                                 | 71    |       |
| 17. Juni | Gerhard Hellmers                                | Pädagoge | 84    |       |
| 17. Juni | Heinz Hellmich                                  | deutscher Generalleutnant im Zweiten Weltkrieg                                                                     | 54    |       |
| 17. Juni | Maria Philippi                                  | Schweizer Altistin, Oratoriensängerin und Professorin                                                              | 68    |       |
| 17. Juni | Erwin Puchinger                                 | österreichischer Maler                                                                                             | 68    |       |
| 17. Juni | Frida Schanz                                    | deutsche Jugendbuchautorin, Herausgeberin und Lehrerin                                                             | 85    |       |
| 17. Juni | Hermann Wenzel                                  | deutscher Komponist                                                                                                | 80    |       |
| 18. Juni | Wioleta Jakowa                                  | bulgarische Widerstandskämpferin                                                                                   | 21    |       |
| 18. Juni | Harry Fielding Reid                             | US-amerikanischer Geophysiker                                                                                      | 85    |       |
| 18. Juni | Valentin Stang                                  | deutscher Veterinärmediziner und Hochschullehrer                                                                   | 68    |       |
| 19. Juni | Johannes Ficker                                 | deutscher evangelischer Theologe und Kirchenhistoriker                                                             | 82    |       |
| 19. Juni | Friedrich Fischer                               | deutscher Architekt und Hochschullehrer                                                                            | 65    |       |
| 19. Juni | Lilli Jahn                                      | deutsche Ärztin und Briefautorin                                                                                   | 44    |       |
| 19. Juni | Herbie Roberts                                  | englischer Fußballspieler                                                                                          | 39    |       |
| 19. Juni | Gottfried Schwarz                               | stellvertretender Lagerkommandant im Vernichtungslager Belzec                                                      | 31    |       |
| 19. Juni | Alexander Westermayer                           | deutscher kommunistischer Widerstandskämpfer gegen den Nationalsozialismus                                         | 49    |       |
| 20. Juni | Joseph Dalman                                   | deutscher Drehbuchautor                                                                                            | 61    |       |
| 20. Juni | Jakob Edelstein                                 | tschechoslowakischer Zionist und erster Judenältester des Ghettos Theresienstadt                                   |       |       |
| 20. Juni | Toni Merkens                                    | deutscher Radrennfahrer                                                                                            | 31    |       |
| 20. Juni | Paul Türpe                                      | deutscher Bildhauer                                                                                                | 85    |       |
| 20. Juni | Hans von Wolff                                  | deutscher Offizier, Ritterkreuzträger mit Eichenlaub                                                               | 41    |       |
| 20. Juni | Heinrich Wolff                                  | deutscher Architekt; er war als Reichsbank-Baudirektor Leiter des Baubüros der Deutschen Reichsbank                | 63    |       |
| 20. Juni | Albrecht von Wrochem                            | deutscher Verwaltungsjurist                                                                                        | 63    |       |
| 20. Juni | Jean Zay                                        | französischer Politiker                                                                                            | 39    |       |
| 21. Juni | Georg Boness                                    | deutscher SA-Führer und politischer Funktionär                                                                     | 47    |       |
| 21. Juni | Therese Dworak                                  | österreichische Widerstandskämpferin gegen den Nationalsozialismus                                                 | 44    |       |
| 21. Juni | Fritz Fränkel                                   | deutscher Suchtmediziner und Neurologe                                                                             | 51    |       |
| 21. Juni | Leopoldo Gasparotto                             | italienischer Partisanenführer                                                                                     | 41    |       |
| 21. Juni | Johann Graf                                     | österreichischer Gemeindebediensteter und Widerstandskämpfer gegen den Nationalsozialismus                         | 38    |       |
| 21. Juni | Rosalia Graf                                    | österreichische Hilfsarbeiterin, Hausgehilfin und Widerstandskämpferin gegen den Nationalsozialismus               | 47    |       |
| 21. Juni | Rudolf Haider                                   | österreichischer Maurergehilfe und Feuerwehrmann, Widerstandskämpfer gegen den Nationalsozialismus                 | 47    |       |
| 21. Juni | Wilhelm Jursitzky                               | österreichischer Spinnereiarbeiter und Widerstandskämpfer gegen den Nationalsozialismus                            | 54    |       |
| 21. Juni | Johann Knize                                    | österreichischer Bauarbeiter und Widerstandskämpfer gegen den Nationalsozialismus                                  | 40    |       |
| 21. Juni | Josef Knize                                     | österreichischer Bauarbeiter und Widerstandskämpfer gegen den Nationalsozialismus                                  | 36    |       |
| 21. Juni | Felix Kolar                                     | österreichischer Bauhilfsarbeiter und Widerstandskämpfer gegen den Nationalsozialismus                             | 56    |       |
| 21. Juni | Erich Kubierschky                               | deutscher Maler | 90    |       |
| 21. Juni | Arie Noordtzij                                  | niederländischer reformierter Theologe                                                                             | 73    |       |
| 21. Juni | Claus Selzner                                   | deutscher Politiker (NSDAP), MdR, Generalkommissar von Dnjepropetrowsk                                             | 45    |       |
| 21. Juni | Hans Wagenführ                                  | deutscher Politiker, Oberbürgermeister von Düsseldorf (1933–1938)                                                  | 57    |       |
| 21. Juni | Peter Winkelnkemper                             | deutscher nationalsozialistischer Journalist und Kommunalpolitiker                                                 | 42    |       |
| 22. Juni | Frank Conner                                    | US-amerikanischer Leichtathlet                                                                                     | 35    |       |
| 22. Juni | Oskar Hellmann                                  | deutscher Verleger und Autor                                                                                       | 74    |       |
| 22. Juni | Carol Brooks MacNeil                            | US-amerikanische Bildhauerin und Malerin                                                                           | 73    |       |
| 22. Juni | Hermann Schulze                                 | deutscher Politiker (KPD, NSDAP), MdR                                                                              | 45    |       |
| 22. Juni | Josef Wurmheller                                | deutscher Major und Jagdflieger im Zweiten Weltkrieg                                                               | 27    |       |
| 23. Juni | Eduard Dietl                                    | deutscher Offizier, zuletzt Generaloberst im Zweiten Weltkrieg                                                     | 53    |       |
| 23. Juni | Karl Eglseer                                    | österreichischer, dann (ab 1938) deutscher Offizier, zuletzt General der Gebirgstruppe                             | 53    |       |
| 23. Juni | Bernhard Köster                                 | deutscher römisch-katholischer Priester und Schriftsteller                                                         | 74    |       |
| 23. Juni | Emil Krückmann                                  | deutscher Augenarzt und Hochschullehrer                                                                            | 79    |       |
| 23. Juni | Paul Schiemann                                  | deutsch-baltischer Politiker, Mitglied der Saeima                                                                  | 68    |       |
| 23. Juni | Arthur Segal                                    | rumänisch-jüdischer Maler                                                                                          | 68    |       |
| 23. Juni | François Vergucht                               | belgischer Ruderer                                                                                                 | 58    |       |
| 23. Juni | Thomas-Emil von Wickede                         | deutscher Offizier, zuletzt General der Infanterie im Zweiten Weltkrieg                                            | 51    |       |
| 24. Juni | Andor Basch                                     | ungarischer Maler                                                                                                  | 59    |       |
| 24. Juni | Emma Bonn                                       | deutsche Schriftstellerin                                                                                          | 65    |       |
| 24. Juni | Rio Gebhardt                                    | deutscher Dirigent und Komponist                                                                                   | 36    |       |
| 24. Juni | Guðmundur Friðjónsson                           | isländischer Schriftsteller                                                                                        | 74    |       |
| 24. Juni | Hans Hahne                                      | deutscher Offizier, zuletzt Generalmajor im Zweiten Weltkrieg                                                      | 49    |       |
| 25. Juni | James Atkin, Baron Atkin                        | britischer Jurist                                                                                                  | 76    |       |
| 25. Juni | Dénes Berinkey                                  | ungarischer Politiker und Ministerpräsident                                                                        | 72    |       |
| 25. Juni | Paul Freymuth                                   | deutscher Richter                                                                                                  |       |       |
| 25. Juni | Josef Kälin                                     | deutscher Verwaltungsjurist                                                                                        | 56    |       |
| 25. Juni | Joaquim Pena i Costa                            | katalanischer Musikwissenschaftler und Musikkritiker                                                               | 71    |       |
| 25. Juni | Paul Reno                                       | deutscher Drehbuchautor und Aufnahmeleiter                                                                         | 56    |       |
| 25. Juni | Lucha Reyes                                     | mexikanische Sängerin und Schauspielerin                                                                           | 38    |       |
| 25. Juni | Carmen Romero Rubio                             | mexikanische Ehefrau des Präsidenten Porfirio Díaz                                                                 | 80    |       |
| 25. Juni | Bastian Schmid                                  | deutscher Verhaltensforscher und Autor                                                                             | 73    |       |
| 25. Juni | Georg Simon                                     | deutscher Politiker (SPD), MdR                                                                                     | 72    |       |
| 25. Juni | Johannes Volkers                                | lutherischer Theologe und Landesbischof                                                                            | 65    |       |
| 26. Juni | Walther Arndt                                   | deutscher Zoologe und Mediziner                                                                                    | 53    |       |
| 26. Juni | Gerhard Buhtz                                   | deutscher Gerichtsmediziner und Hochschullehrer                                                                    | 48    |       |
| 26. Juni | Gustav Groß                                     | deutscher Politiker, MdL Württemberg                                                                               | 91    |       |
| 26. Juni | Erich Heins                                     | deutscher Kommunist und Widerstandskämpfer gegen den Nationalsozialismus                                           | 36    |       |
| 26. Juni | Karl Kock                                       | deutscher Kommunist und Widerstandskämpfer gegen den Nationalsozialismus                                           | 36    |       |
| 26. Juni | Hans Köpke                                      | deutscher Widerstandskämpfer und Opfer des Nationalsozialismus                                                     | 32    |       |
| 26. Juni | Johannes Lang                                   | russlanddeutscher römisch-katholischer Geistlicher und Märtyrer                                                    |       |       |
| 26. Juni | Otto Mende                                      | deutscher kommunistischer Widerstandskämpfer gegen den Nationalsozialismus                                         | 37    |       |
| 26. Juni | Ernst Mittelbach                                | deutscher Widerstandskämpfer gegen den Nationalsozialismus                                                         | 40    |       |
| 26. Juni | Kurt Müller                                     | deutscher Widerstandskämpfer gegen den Nationalsozialismus                                                         | 41    |       |
| 26. Juni | Walter Reber                                    | Widerstandskämpfer gegen den Nationalsozialismus                                                                   | 53    |       |
| 26. Juni | Wilhelm Stein                                   | deutscher jüdischer Widerstandskämpfer gegen den Nationalsozialismus                                               | 49    |       |
| 26. Juni | Paul Thürey                                     | deutscher Kommunist sowie Widerstandskämpfer gegen den Nationalsozialismus                                         | 40    |       |
| 26. Juni | Kurt Vorpahl                                    | deutscher kommunistischer Widerstandskämpfer gegen den Nationalsozialismus                                         | 39    |       |
| 26. Juni | Oskar Voss                                      | deutscher kommunistischer Widerstandskämpfer gegen den Nationalsozialismus                                         | 36    |       |
| 26. Juni | Krystyna Wituska                                | polnische Widerstandskämpferin                                                                                     | 24    |       |
| 26. Juni | Paulus Wörndl                                   | österreichischer, katholischer Ordenspriester und Gegner des Nationalsozialismus                                   | 49    |       |
| 27. Juni | Hans Boresch                                    | deutscher Maler und Kupferstecher                                                                                  | 54    |       |
| 27. Juni | Arthur Brown                                    | englischer Fußballspieler                                                                                          | 59    |       |
| 27. Juni | Liljana Dimitrowa                               | bulgarische Aktivistin                                                                                             | 25    |       |
| 27. Juni | Rudolf Gasch                                    | deutscher Autor, Lehrer und Turnpionier                                                                            | 80    |       |
| 27. Juni | Milan Hodža                                     | slowakischer Politiker                                                                                             | 66    |       |
| 27. Juni | Hans Kloepfer                                   | österreichischer Schriftsteller und Mundartdichter                                                                 | 76    |       |
| 27. Juni | Olga Menchik                                    | tschechisch-britische Schachmeisterin                                                                              | 36    |       |
| 27. Juni | Vera Menchik                                    | tschechisch-britische Schachweltmeisterin                                                                          | 38    |       |
| 27. Juni | Dietrich von Ploetz                             | deutscher Jurist und Kommunalpolitiker                                                                             | 35    |       |
| 27. Juni | Wiktor Konstantinowitsch Sereschnikow           | sowjetischer Philosoph                                                                                             | 70    |       |
| 27. Juni | Werner Wehrli                                   | Schweizer Komponist                                                                                                | 52    |       |
| 28. Juni | Anton Breinl                                    | australischer Tropenmediziner                                                                                      | 63    |       |
| 28. Juni | Friedrich Dollmann                              | deutscher Generaloberst und Oberbefehlshaber der 7. Armee                                                          | 62    |       |
| 28. Juni | Oskar Druschel                                  | deutscher Politiker (NSDAP), MdR                                                                                   | 39    |       |
| 28. Juni | Josef Giessen                                   | deutscher rheinpfälzischer Politiker in Bayern                                                                     | 85    |       |
| 28. Juni | Hermann Hansen                                  | deutscher Feldhandballspieler                                                                                      | 31    |       |
| 28. Juni | Philippe Henriot                                | französischer Politiker, Mitglied der Nationalversammlung                                                          | 55    |       |
| 28. Juni | Karl Koch                                       | deutscher Radsportler                                                                                              | 33    |       |
| 28. Juni | Robert Martinek                                 | österreichischer General der Artillerie                                                                            | 55    |       |
| 28. Juni | G. P. Mix                                       | US-amerikanischer Politiker                                                                                        | 67    |       |
| 28. Juni | Wilhelm Olschewski junior                       | deutscher Widerstandskämpfer im Dritten Reich                                                                      | 42    |       |
| 28. Juni | Georg Pfeiffer                                  | deutscher Offizier, zuletzt General der Artillerie und Kommandeur der 94. Infanterie-Division im Zweiten Weltkrieg | 54    |       |
| 29. Juni | Heinz Bello                                     | katholischer Märtyrer                                                                                              | 23    |       |
| 29. Juni | Paul Castelnau                                  | französischer Fotograf, Dokumentarfilmer und Geograf                                                               | 64    |       |
| 29. Juni | Adolf Diekmann                                  | deutscher Kriegsverbrecher                                                                                         | 29    |       |
| 29. Juni | Han Yong-un                                     | koreanischer Autor                                                                                                 | 64    |       |
| 29. Juni | Otto Schünemann                                 | deutscher Offizier, zuletzt Generalleutnant im Zweiten Weltkrieg                                                   | 52    |       |
| 29. Juni | Constantin Zawadzki                             | deutscher Politiker (Zentrum), MdL Preußen und MdR                                                                 | 78    |       |
| 30. Juni | Gerhard Badrian                                 | deutscher Fotograf und Widerstandskämpfer                                                                          | 38    |       |
| 30. Juni | Ulrich Gmelin                                   | deutscher Historiker und Germanist                                                                                 | 31    |       |
| 30. Juni | Charles Hill-Tout                               | kanadischer Laien-Völkerkundler                                                                                    | 85    |       |
| 30. Juni | Hans-Robert Knoespel                            | deutscher Falkner, Meteorologe und Polarforscher                                                                   | 28    |       |
| 30. Juni | Lee Powell                                      | US-amerikanischer Schauspieler und Cowboydarsteller                                                                | 36    |       |
| 30. Juni | Anton Rausch                                    | österreichischer Widerstandskämpfer                                                                                | 30    |       |
| 30. Juni | Lewis L. Walker                                 | US-amerikanischer Politiker                                                                                        | 71    |       |
|          | Adolf Altmann                                   | österreichisch-deutscher Rabbiner                                                                                  | 64    |       |
|          | Sándor Marót                                    | ungarischer Schriftsteller und Journalist                                                                          | 60    |       |
|          | Julius Seger                                    | böhmisch-deutscher Theaterschauspieler                                                                             | 67    |       |